# 해로우 스쿨

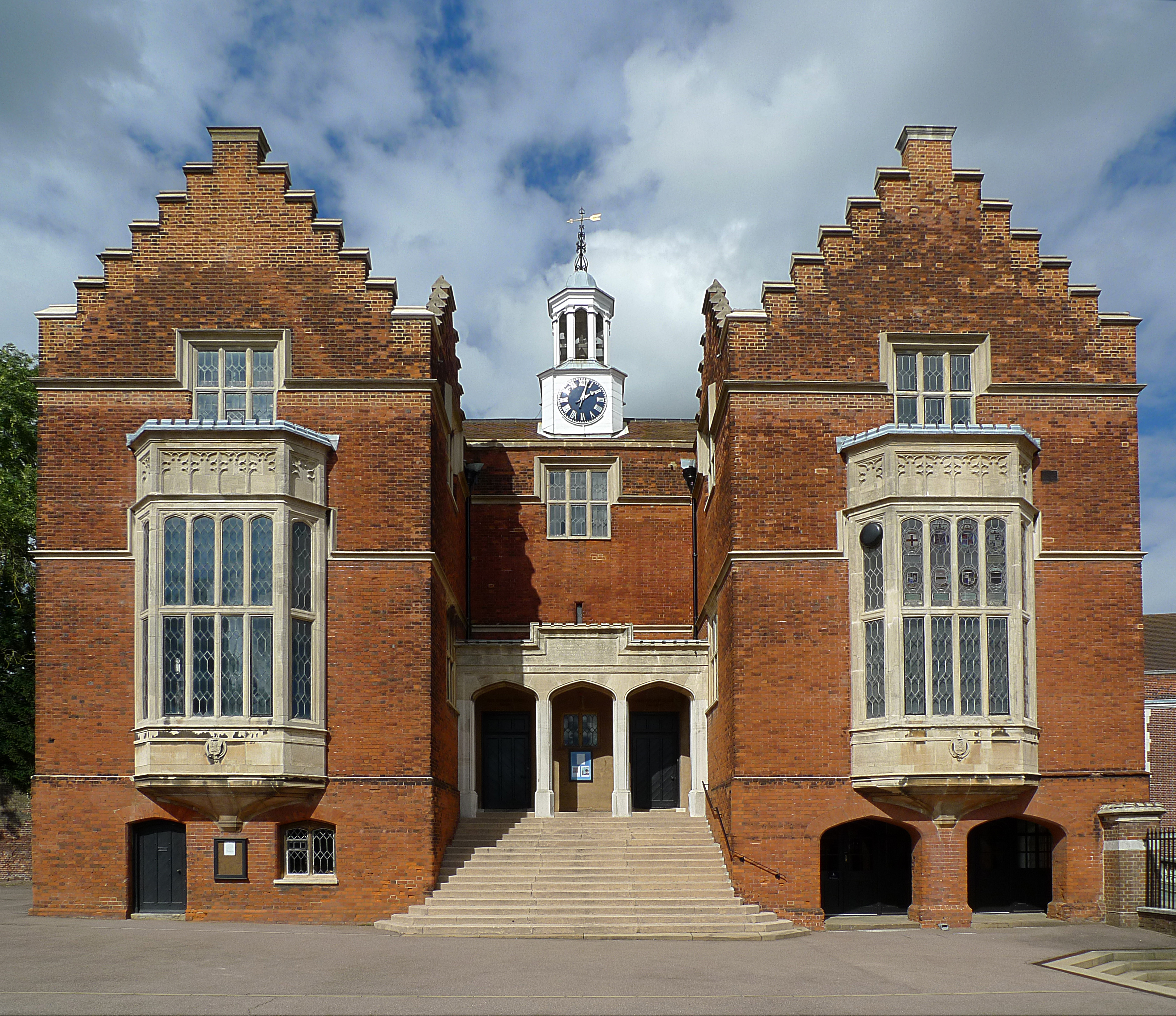
2013년 촬영된 옛 건물

해로우 스쿨(Harrow School)은 영국의 사립학교이다. 1572년에 건립되었다.

## 유명 동문
유명 동문으로 윈스턴 처칠, 베네딕트 컴버배치 등이 있다.